# Météorite de Mackinac Island
La météorite de Mackinac Island a été trouvée sur Mars par le rover Opportunity, le 13 octobre 2009.

## Histoire
Mackinac Island est la troisième des trois météorites de fer rencontrées par le rover sur Meridiani Planum, les deux autres étant Shelter Island et Block Island.